# 요아힘 폰 프로이센 왕자

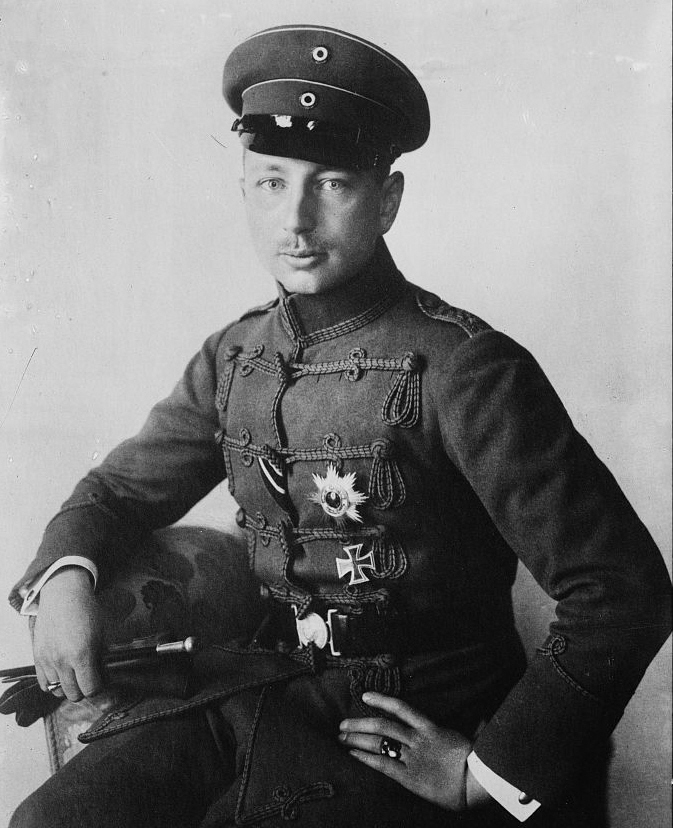
요아힘 폰 프로이센 왕자

프로이센 왕자 요아힘(Prince Joachim of Prussia, 1890년 12월 17일 ~ 1920년 7월 18일)는 독일 황제 빌헬름 2세와 아우구스테 빅토리아 폰 슐레스비히홀슈타인 공녀의 여섯째 아들이었다.